# Carr Houses
Carr Houses – wieś w Anglii, w hrabstwie ceremonialnym Merseyside, w dystrykcie metropolitalnym Sefton. Leży 15 km na północ od centrum Liverpool i 298 km na północny zachód od Londynu.